# Prime (escrime)
Pour les articles homonymes, voir Prime.
Prime est une position spécifique de la main en escrime. Comme l'indique son nom, c'est la première des huit positions officielles des trois armes : le fleuret, l'épée et le sabre. Dans des formes plus anciennes d'escrime, cette garde pouvait se faire différemment.

## Description

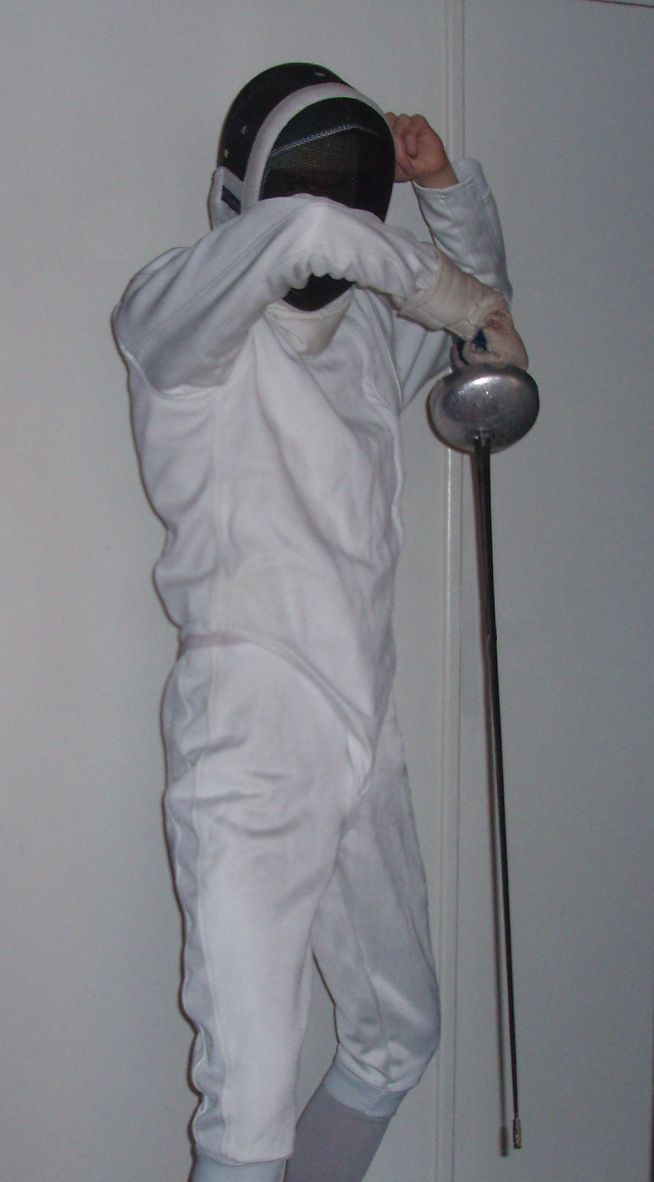
Les positions d'escrime moderne : la prime (à l'épée)

La pointe de l'arme est plus basse que la main qui est renversée, pouce en dessous, le tout en pronation (paume de la main et ongles orientés vers le sol). Cette position couvre la ligne du dessous.

## Utilisation
Outre son utilisation pour des parades basses au sabre, elle est très utilisée en corps à corps à l'épée.

## Historique
La numérotation des gardes est une innovation introduite de manière indépendante par deux maîtres italiens, Antonio Viggiani en 1551 dans son traité Lo schermo, rédigé en 1561 et publié de manière posthume en 1575 et par Camille Agrippa dans son traité Trattato Di Scientia d’Arme, con un Dialogo di Filosofia de 1553. Dans les deux cas, les gardes ne se ressemblent pas. Chez Viggiani, la prime est la première position adoptée par la main lorsque la lame sort du fourreau: la lame à gauche, la pointe vers le bas et l'arrière. Chez Agrippa, la garde se réalise la main armée haute, la paume vers l'extérieur (à droite pour un droitier), l'épée pointée vers la gorge de l'adversaire, quasiment à l'horizontale; elle correspond à la garde seconde de Viggiani. Cependant la notation d'Agrippa a eu plus de succès, car elle a été peu ou prou reprise par d'autres maîtres italiens du XVIIe siècle à la rapière comme Salvator Fabris et Cavalcabo. La nomenclature actuelle est apparue plus tardivement.